# Buchanania lancifolia
Bản mẫu:Mà ca lá lớn
Buchanania lancifolia  có tên tiếng việt: Mà ca lá lớn là một loài thực vật có hoa trong họ Đào lộn hột. Loài này được Roxb. mô tả khoa học đầu tiên năm 1824.